# Casa de les comportes del Canal de la Infanta
La casa de les comportes del Canal de la Infanta és un edifici de Molins de Rei inclòs a l'Inventari del Patrimoni Cultural Català.

## Descripció
És una construcció molt compacta de planta rectangular, formada per planta baixa i pis i rematada per un terrat amb barana. La composició de la façana alterna portes i finestres a la planta baixa (amb la porta principal a una façana lateral) i finestres al primer pis, totes emmarcades per carreus de pedra. Està decorada amb plafons, d'un color més clar tant horitzontals (separant els dos pisos) com verticals. Aquests tenen decoració floral en alt relleu del mateix color que la resta.
Hi destaca la inscripció amb lletres de ceràmica de color vermell REAL CANAL DE LA INFANTA.